# Smith River (Pemigewasset River)
Der Smith River ist ein etwa 40,2 km langer Fluss in New Hampshire in den Vereinigten Staaten. Er ist ein rechter Nebenfluss des Pemigewasset River.

## Verlauf
Die Quelle des Flusses liegt im Grafton County etwa 6 km nördlich des Ortes Grafton auf 487 m Höhe. Der Bach verläuft zunächst durch zwei kleine Seen nach Süden und dann nordwestlich von Grafton nach Osten. Dabei orientiert sich die U.S. Route 4 bis zum Ort Danbury am Flussverlauf. Ab dort folgt die New Hampshire Route 104 dem Fluss. Nach ungefähr 40 km mündet der Smith River schließlich auf der Grenze der Countys Grafton und Merrimack und der Gemeinden Bristol und Hill in den Pemigewasset River.